# Rivière Han (Vietnam)
Pour les articles homonymes, voir Han et Han (fleuve).
Le Han (vietnamien : Sông Hàn, ou Hàn giang; 汗江), anciennement connue sous le nom de Rivière de Tourane, est un fleuve coulant au centre-sud du Viêt Nam, dans la région Côte centrale du Sud (en vietnamien : Nam Trung Bộ) dans la province de Annam, et traverse notamment la ville de Đà Nẵng avant de se jeter dans la mer de Chine méridionale.

## Parcours
Le fleuve Han ou Hàn prend sa source dans la province de Quảng Nam  et se déverse dans la mer de Chine méridionale à Đà Nẵng ville d'Annam, anciennement nommée Tourane. Le Musée de la sculpture cham, créé par Henri Parmentier, est à proximité de la rivière Han.
Đà Nẵng Port, une importante base navale de la Marine des États-Unis lors de la guerre du Viêt Nam, était située à son estuaire, au pied de la montagne de Sơn Trà.